# Sala BARTS
BARTS, Barcelona Arts on Stage  Fue el nombre que recibió el antiguo Gran Teatro Español o Teatro Español, un teatro de Barcelona, situado en la avenida del Paralelo número 62. Aunque el edificio ha sido remodelado y reedificado, todavía ocupa la misma posición del que fuera el primer teatro del Paralelo y que ha recibido diferentes nombre desde su apertura en 1892. A partir de 1980 se utilizó como discoteca y fue recuperado en 2010 como sala escénica con el nombre de Artèria Paral·lel. Fue cerrado y comprado por el Ayuntamiento de Barcelona y reabierto como Paral·lel 62 el año 2022.

## Primeros años

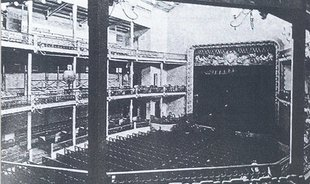
Sala del Teatro Español en 1909.

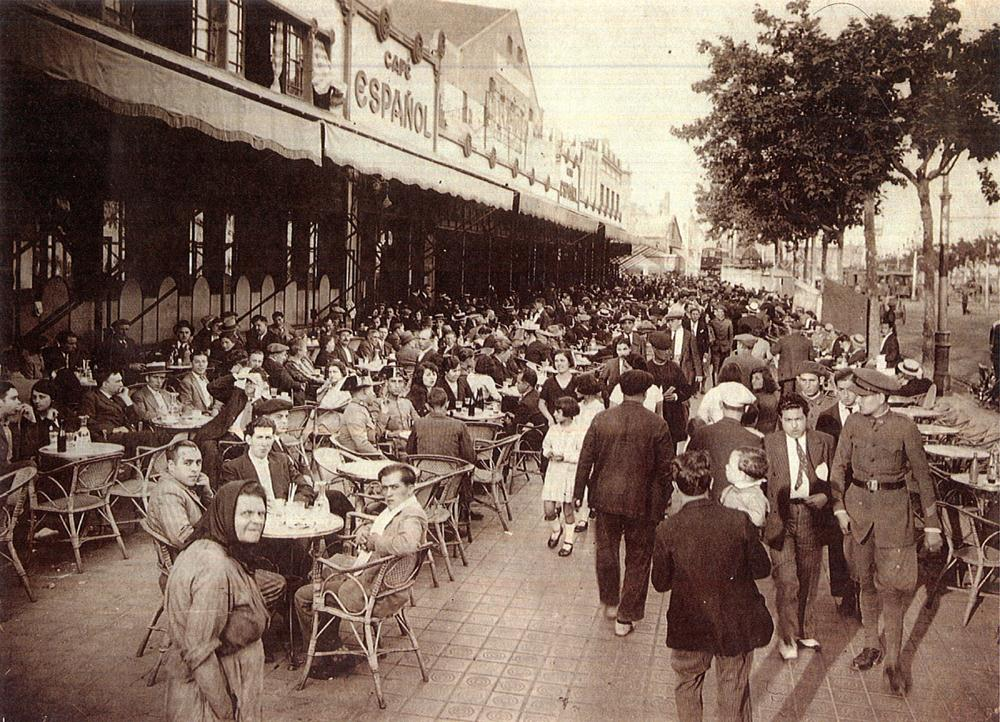
La terraza del Café Español hacia el 1910

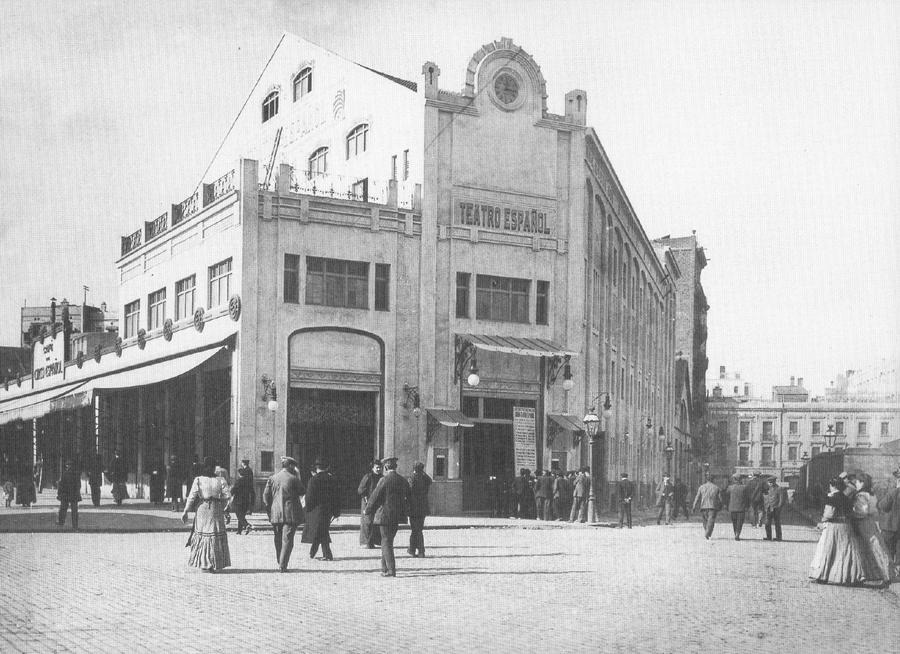
El teatro hacia 1912.

El 16 de abril de 1892 abrió sus puertas como Circo Español Modelo. Fue el primero en inaugurar el Paralelo como eje teatral alternativo a las Ramblas y al Paseo de Gracia. Allí actuaron la Gran Compañía Ecuestre, Acróbata y Gimnástica, dirigida por D. C. Llop, empresario del teatre. Llegó a actuar Miss Leocadia con cacatúas amaestradas, El Puente Roto a cargo de los hermanos Llop y los excéntricos musicales de Miguel y Evaristo.
Ya en 1893 fue rebautizado como Teatro Circo Español. El director era entonces don Manuel Suñer, que introdujo en el programa teatro y zarzuela con gran éxito. Enrique Borrás fue una de sus figuras. Era un espacio grande, con estructura de madera, a la manera de una gran barraca. El 21 de mayo de 1907 sufrió un incendio y quedó destruido.
Por encargo de Josep Terrés al arquitecto Melcior Viñals se edificó con un nuevo nombre, el de Gran Teatro Español, conocido también como Teatro Español. Se inauguró el 27 de noviembre de 1909, con la ópera La Dolores destacando también en su programación el vodevil francés i la zarzuela.
El espacio alternó etapas en las que el teatro convivía con el cine (1911-1917, 1940-1950, 1965-1980) con otras en las que sólo se proyectó cine, como la de 1935-1938 y su reapertura en 1939 tras la guerra civi, así como en la década de los cincuenta y principios de los sesenta, tiempos en los que fue conocido como Cine Teatro Español
Desde sus inicios fue un sitio de encuentro gracias su popular Café Español hasta 1980 cuando cerró sus puertas.

## Época democrática
Conservando la estructura de la sala, a iniciativa del empresario estadounidense Mike Hewitt se instaló la discoteca Studio 54, propiedad del empresario Matías Colsada, quien quiso hacerla a imagen de la conocida discoteca de Nueva York. 
Studio 54 duró poco más de una década para ser finalmente cerrada en 1997. Un nuevo gestor, Josep Maria Callís, dueño del Hotel Auto Hogar, decidió emplear la sala como restaurante-espectáculo: el Scenic Barcelona. Sin embargo la iniciativa duró un par de años para cerrar en 2001 por falta de rentabilidad.
En los años sucesivos se planteó montar un local de citas de grandes dimensiones pero la oposición de los vecinos y falta de licencias administrativas paralizó el proyecto y consiguió que el teatro fuera municipalizado por el Ayuntamiento.

## Actualidad
De propiedad municipal, fue arrendado por la Sociedad General de Autores y Editores quien, en 2006, anunció que convertiría el local en un centro cultural donde se harían representaciones teatrales, actuaciones musicales, cursos, talleres de formación, congresos y actividades culturales en general. El nuevo espacio, que respetó parte de la fachada del antiguo teatro, se abrió en 2010 con el nombre de Artèria Paral·lel. A la sala de espectáculos de entre 900 y 1.500 localidades se le sumó una segunda sala para 130 personas y una serie de aulas de entre 30 y 100 personas de capacidad. Esta nueva etapa se inauguró con la reposición de Nit de Sant Joan, espectáculo musical de Dagoll Dagom con música de Jaume Sisa.
En 2012 pasa a ser gestionado por TheProject y cambia de nombre para convertirse en la sala BARTS, Barcelona Arts on Stage.
Fue cerrado y comprado por el Ayuntamiento de Barcelona y reabierto como Paral·lel 62 el año 2022.